# 甘南備清野
甘南備 清野（かんなび の きよの）は、奈良時代の貴族。名は浄野とも記される。官位は正五位下・武蔵介。

## 経歴
文章生を経て、大内記・大学大允を歴任する。宝亀9年（778年）唐使・孫興進を唐に送り返すための送唐客使判官となり、播磨大掾を兼ねて翌宝亀10年（779年）送唐客使・布勢清直らと共に唐に渡る。翌天応元年（781年）6月に帰国し、9月に渡唐の功労により従五位下に叙爵した。
天応2年（782年）肥前守に任ぜられ、延暦9年（790年）兵部少輔に遷る。その後、正五位下・武蔵介に叙任されている。延暦13年（794年）卒去。

## 官歴
『六国史』による。
- 時期不詳：文章生
- 時期不詳：正六位上。大内記。大学大允
- 宝亀9年（778年） 12月17日：送唐客使判官
- 時期不詳：兼播磨大掾
- 天応元年（781年） 9月22日：従五位下
- 天応2年（782年） 2月7日：宮内少輔。9月9日：肥前守
- 延暦9年（790年） 3月26日：兵部少輔
- 時期不詳：正五位下。武蔵介

## 系譜
- 父：不詳
- 母：不詳
- 妻：不詳
  - 男子：甘南備高直（775-836）[1]